# Сир из Павии
Сир (лат. Syrus) (I или IV век) — святой, первый епископ Павии. День памяти — 9 декабря.
Святой Сир считается первым епископом Павии. Манускрипт XIV века «De laudibus Papiæ» утверждает, что он был тем самым мальчиком, который подал Иисусу хлеб и рыб перед чудом насыщения пяти тысяч. По одному из преданий, он последовал за апостолом Петром в Рим, откуда отправился на проповедь в долину реки По, где многих обратил в христианство. Считается, что он побывал во всех крупных городах северной Италии.
Согласно другому преданию, святой Сир был учеником святого Гермагора, который, в свою очередь, был учеником апостола Павла. Святой Гермагор, считающийся основателем епархии Аквилея, отправил святых Сира и Иувенция на проповедь в долину По. Про них сообщается, что Сир был первым, а Иувенций третьим епископом Павии. Также считается, что святой Сир был борцом против арианства.
Святой Сир похоронен в соборе Павии (Duomo di Pavia).

## Галерея

### Полотна и фрески
- Святое семейство и святой Сир из Павии, Бернардино Кампи[итал.], 1569, Милан, Церковь Святого Марка
- Пресвятая Богородица с младенцем и святые Сир и Антоний, Иль Черано, ок. 1610 - 1630, Павия, Собор Павии[итал.].
- Восшествие святого Сира в рай. Фреска. Купол приходского храма св.Сира в Ломаццо.
- Аквилея, Базилика Успения Пресвятой Богородицы, святой Гермагор  в окружении святых Фортуната и Сира, XI-XII века.
- Святой Сир, Павия, Храм Джованни Домнарум[итал.], XII век

### Скульптура
- Madonna con Bambino e San Siro, rilievi di Tommaso Orsolino, 1653, Pavia, Cappella di San Siro nel Duomo. Il Bambin Gesù, in braccio alla Vergine, consegna a San Siro le chiavi della Città di Pavia.
- Bassorilievi in pietra rappresentanti San Bovo e San Siro, xilografia di Vincenzo de Barberis, Voghera.
- Statua di San Siro sulla facciata della chiesa Parrocchiale di San Siro in Castelletto Monferrato.
- Zecca di Pavia, grosso d'argento raffigurante San Siro, 1299-1359.
- Zecca di Pavia, pegione fatto coniare da Galeazzo II Visconti raffigurante San Siro in trono, 1365-1375.